# Grigori Sergejewitsch Agabekow

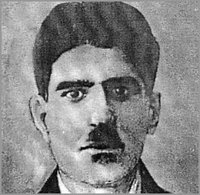
Grigori Sergejewitsch Agabekow

Grigori Sergejewitsch Agabekow (russisch Григорий Сергеевич Агабеков; * 1896 in Aşgabat; † August 1937) war ein sowjetischer GPU-Agent in der Türkei.
Agabekow setzte sich 1930 nach Frankreich ab und enttarnte einige sowjetische Agenten. Er schrieb eine Reihe von „Enthüllungsbüchern“.
Im August 1937 soll er von einer Spezialeinheit des sowjetischen Innenministeriums (NKWD) im französisch-spanischen Grenzgebiet liquidiert worden sein. Agabekows Leichnam wurde jedoch niemals aufgefunden.

## Veröffentlichungen
- „Die Tscheka bei der Arbeit“ Union Deutsche Verlagsgesellschaft, 1932.